# Marek Rybkiewicz
Marek Rybkiewicz (ur. 29 kwietnia 1977 w Biskupcu) – polski piłkarz i trener piłkarski. Najczęściej występował na pozycji napastnika. Znany głównie z występów w Arce Gdynia, Siarce Tarnobrzeg, Polonii Przemyśl i Czuwaju Przemyśl.

## Kariera
Marek Rybkiewicz dysponujący bardzo dobrymi fizycznymi świetnie grał głową, przez co był skuteczny przy wrzutkach w polu karne. Koledzy z drużyny często to wykorzystywali i dośrodkowywali w pole karne licząc, że Marek poradzi sobie z bramkarzem.

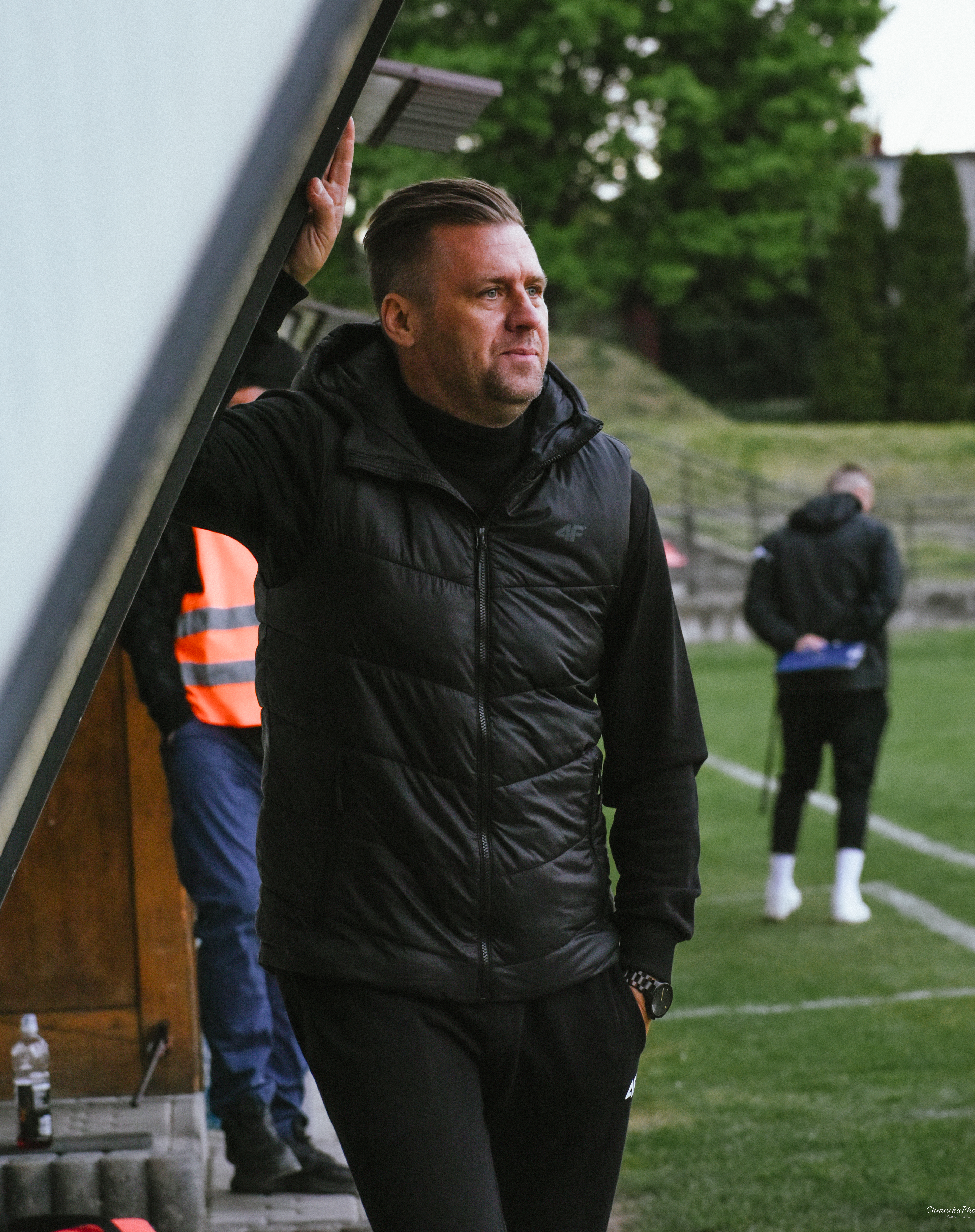
Marek Rybkiewicz podczas meczu Czuwaj Przemyśl - San Gorzyce (2024)

Jest wychowankiem Tęczy Biskupiec, gdzie rozpoczynał swoją karierę. W czasach juniorskich grał także w Stomilu Olsztyn, z którym w 1995 roku z drużyną juniorów starszych brał udział w Mistrzostwach Polski juniorów w piłce nożnej. Po kilku latach spędzonych w Olsztynie przeniósł się do AZS Podlasie Biała Podlaska, a następnie w 1999 do Arki Gdynia , gdzie w debiutanckim sezonie w III lidze z 13 bramkami na koncie był najlepszym strzelcem w drużynie. W sezonie 2000/2001 przyczynił się do awansu z Arką do II ligi strzelając 14 bramek. W II lidze w barwach gdyńskiego klubu rozegrał tylko jesienną rundę, natomiast rundę wiosenną spędził w Siarce Tarnobrzeg, z której przeniósł się do Polonii Przemyśl. W 2004 roku zaliczył krótki epizod w Drwęcy Nowe Miasto Lubawskie, po czym ponownie wrócił na Podkarpacie. W 2007 roku zamienił Polonię Przemyśl na Czuwaj Przemyśl. W debiutanckim sezonie Kolejarzy był królem strzelców ligi z 26 bramkami na koncie oraz awansował z drużyną do IV Ligi.
Od sezonu 2010/2011 pełnił rolę grającego trenera w drużynach, w których występował. Jego największym sukcesem w roli trenera był awans z drużyną Wólczanka Wólka Pełkińska z ligi okręgowej do III ligi.

## Sukcesy

### Arka Gdynia
- Mistrzostwo III ligi: 2000/2001

### Czuwaj Przemyśl
- Mistrzostwo Klasy okręgowej: 2007/2008, 2010/2011

### Wólczanka Wólka Pełkińska
- Mistrzostwo Ligi okręgowej: 2012/2013
- Mistrzostwo IV ligi: 2013/2014

### Indywidualne
- Król strzelców Klasy okręgowej: 2007/2008 (26 goli)

## Życie prywatne
Jest starszym bratem Piotra, który również był piłkarzem. 
Ma syna Daniela, który jest trenerem w drużynie koszykarskiej BSA AMW Arka Gdynia.
Jest absolwentem Akademii Wychowania Fizycznego w Warszawie na kierunku wychowania fizycznego.